# Клетгау
Клетгау (нем. Klettgau) — община в Германии, в земле Баден-Вюртемберг.
Подчиняется административному округу Фрайбург. Входит в состав района Вальдсхут. Население составляет 7420 человек (на 31 декабря 2010 года). Занимает площадь 45,87 км².

## География
Клеттгау расположен на берегах ручьев Клингенграбен и Шварцбах. На востоке он граничит со швейцарскими муниципалитетами Трасадинген, Вильхинген и Вастеркинген. Соседними немецкими муниципалитетами являются Вутешинген, Лаухринген, Кюссаберг и Хоэнтенген-ам-Хохрейн на западе, а также Деттигхофен на востоке. На дороге из Эрзингена в Трасадинген есть пограничный переход в Швейцарию.
Муниципальный район включает деревни Бюль, Эрзинген, Гайслинген, Гриссен, Рехберг, Ридерн-ам-Санд и Вайсвайль. Эрзинген, Бюль и Ридер-ам-Санд являются частью винодельческого региона Баден.